# Andetrium
Andetrium (en albanais : anë deti, signifiant « bord de mer ») est une ancienne ville d’Illyrie, située dans l’actuelle Muć ou Gornji Muć, à l’intérieur de la Dalmatie, en Croatie.
Andetrium était le site d’une cohorte romaine dans le territoire des Delmatae,. Lors d’un siège romain en l’an 9 apr. J.-C., le frère cadet d’Arminius, Flavus, y aurait perdu un œil,.